# 潮汐加速

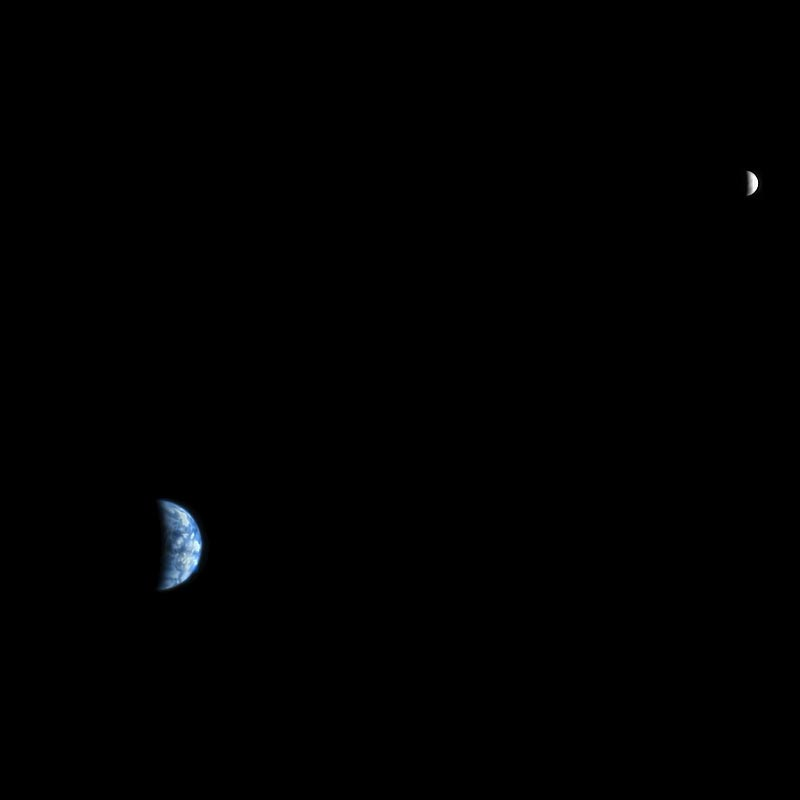
写真は火星から撮影した 地球 と 月 。月の存在(月の質量は地球の1/81）は、地球の自転を遅くし、100年に2ミリセカンドの割合で1日を長くしている。

潮汐加速（ちょうせきかそく）は、潮汐力が周回する自然衛星 （例、月）と、中心の惑星（例、地球）に及ぼす効果である。これは順行する衛星を惑星から徐々に引き離すと同時に、惑星の自転速度を遅くする。このプロセスは最終的に 自転と公転の同期に至る。地球-月系は良く研究されている例である。
同様に潮汐減速が、惑星の自転周期より衛星の公転周期が短い場合、或いは衛星が逆行する場合におきる。
この名称は幾分混乱する。何故なら潮汐加速の結果、惑星を巡る衛星の周回速度は下がるし、潮汐減速の場合には周回速度が上がるからである。

## 地球–月系

### 潮汐加速の発見の歴史
エドモンド・ハレーが1695年に昔の月食の観測を比較し、月の動きが明らかに早くなっていると最初に言及したが、データを示さなかった（ハレーの時代には、地球の自転が遅くなっている事も含めて何が実際に起きているかは知られていなかった：暦表時も参照のこと。均一時間で測るよりも太陽時に基づく関数として測定すると、より正の加速として現れる）。リチャード・ダンソーンが古い記録を再検討してハレーの提示した問題を確認し、この明らかな効果の大きさを初めて定量的に見積もった。月の経度にして100年あたり+10″（秒角）という、後世の値、例えば、1786にDe Lalandeが与えた値と大差が無い、当時としては驚異的な精度で値を与え、1世紀後に与えられた 10″ないし13″近くという値に比肩する。
ピエール-サイモン-ラプラスが1786年におこなった理論的解析では太陽を巡る地球軌道が楕円であることから摂動的変化によって月の動きが加速されるとしている。ラプラスの最初の計算では効果全体を取り扱っており、昔の観測結果や、現代の観測とも近い理論であると思われた。
ところが、1854年に、ジョン・クーチ・アダムズがラプラスの計算に誤りを発見し、ラプラスの理論では地球軌道の偏芯率からは月の加速の半分程度しか説明ができないことが判り、再度問題を提示した。アダムズの発見は天文界から鋭い反発を受け論争が数年間続いたものの、結局彼の計算が正しく、シャルル＝ウジェーヌ・ドロネーを含む計算天文学者は、最終的にこれを受け容れた。この問題は月の動きの正確な解析に関わるが、そのなかにあって、ほぼ同時期に為された別の発見、即ち、別の（おそらく金星の影響による）長期にわたる月の重要な摂動に関する計算も誤りであり、再検証に際しては取るに足らないものであると判り、これも理論から除去しなければならなかった。答えの一部は、1860年代にドローネとウィリアム・フェレルがそれぞれ提案した。潮汐遅滞による地球の自転時間の延長が月の加速の一部であった。

天文学界が潮汐効果の事実と規模を受け容れるには幾許かの時間がかかった。しかし平均太陽年の測定をして最終的には3つの効果が関連していることが明らかになった。ラプラスが発見しアダムズによって修正された、地球軌道の偏芯率による摂動の変化の効果に加えて、2つの潮汐効果がある（この組み合わせはエマニュエル・リエが提案した）。１つめは、地球と月の間で潮汐による角運動量の交換により月が軌道を巡る角速度が実際に遅く
なっていることで、これは地球を巡る月の角運動量を増加させる（そして月をより高い軌道に遷移させ軌道速度を遅くする)。2つめは（平均太陽時の意味で）周回軌道を動く月の角速度が明らかに加速されていることである。これは地球が角運動量を失うことによって引き起こされ、結果的に日の長さが延びる。

この地球-月系の図では、どのように潮汐の膨らみが地球の自転によって前に押しやられてるかを示す。この偏った膨らみが月にトルクを及ぼして加速する一方で地球の自転を遅くする。

### 月の重力の効果
月の質量は地球に比して相応のもので（約81分の1）、この両者は衛星を伴った惑星というより二重惑星として捉えられる。惑星を巡る衛星に観られるように、地球の自転軸と直角に交わる面（赤道）よりも、月の軌道面は地球が太陽を巡る軌道面（黄道面）に接近している。地球に潮汐を引き起こすためには月の質量は充分に大きく、また充分に近い。大洋の水の膨らみは月に面した側と、反対側にできる。平均的な潮汐の膨らみは月の軌道に同期しており、地球はこの膨らみの下で1日に1回自転している。ここで、地球の自転は潮汐の膨らみを月の直下から前に引き摺る。その結果、地球と月の中心を結ぶ線より離れた所に相当量の膨らみの質量が存在する。この偏りによって、地球の潮汐の膨らみと月との間の引力が、地球と月を結ぶ線から離れ、これにより地球と月の間にトルクが生ずる。これが月の周回を加速する一方で地球の自転を遅くする。
このプロセスの結果、平均太陽日は通常86,400秒であるが、実際に正確な原子時計に基づく国際単位系における秒で測定すると長くなっている（国際単位系の秒は採用時に既に平均太陽時による秒に比して僅かに短かかった）。この僅かな差は蓄積していき、いずれは我々の時計(世界時)と、一方で、原子時計や暦表時とのずれが大きくなっていく:ΔTを参照。これは1972年の閏秒の導入による時間の基準の差の補償につながる。
潮汐の効果に加えて、地球の地殻の屈曲による潮汐加速もある。ただし、熱の放散にかかる説明によって引き起こされる効果の僅か4%程にしか過ぎない。
もし他の効果を無視するならば、潮汐加速は地球の自転と月の公転周期が一致するまで続くだろう。その時には月は地球の頭上の一点に常に固定されるだろう。この様な状況は冥王星–カロン系で既に見られる。とはいえ、潮汐加速の効果が続く早期のうちに地球の自転が1か月にまで延びる事はない。21億年後には、増加しつつある太陽の放射が大洋を蒸発させてしまい、膨らみによる潮汐摩擦も潮汐加速も取り除いてしまう。あるいはこの効果を除外しても、45億年後に太陽が赤色巨星と化して地球と月を破壊するまでに至っても地球の自転は1か月には延びていない。
潮汐加速はいわゆる永年摂動を受ける太陽系軌道の力学の一つである。永年摂動とは、時間の経過と共に増大する、周期的ではない摂動を指す。限られた高次元まで近似する場合において、大きな惑星と小さな惑星の間における重力相互作用が及ぼす場合に限り軌道に周期的な変化がみられ、パラメータが最大値と最小値の間で振動する。潮力効果では方程式に二次元の項が現れ、これが無限に拡大していく。天体暦の基礎を形作る惑星軌道の数学理論において、二次元とそれより高次の項が生じるが、これらは非常に長い周期の項のテイラー展開である。潮汐効果が異なる理由は、長距離の重力の摂動ではなく、摩擦が潮汐加速の重要な要素であり、力学系において永続的なエネルギーロスが熱になるからである。ここではハミルトニアンを含まない。

### 角運動量とエネルギー
月と地球の潮汐の膨らみの間の重力のトルクは、継続的に月を僅かに高い軌道に押し上げ、地球の回転を減速させる。隔離された系の内部では、如何なる物理的プロセスにおいてもエネルギーと角運動量は維持される。この効果として地球の自転のエネルギーと角運動量は月の軌道周回に移動する（とはいえエネルギーの大半 (-3.321 TW) は地球の大洋と個体の地球との摩擦で熱に変わる。僅かに30分の1 (+0.121TW) だけが月に移る）。月は地球から (+38.247±0.004 mm/y) 遠ざかり、その位置エネルギーは(地球のgravity wellにおいて)増加する。それは軌道上にあり、ケプラーの第三法則に則り角速度は減ることになり、潮汐は月の角速度を減じることになる。すなわち、月が地球を巡る角速度の (-25.858±0.003 "/century2) の減速を引き起こす。実際に月の速度は減じており、運動エネルギーが減じる一方で膨大な位置エネルギーが増えている。
地球の角運動量が減少し、その結果として日の長さが延びる。地球上において月によって引き起こされる潮の持ち上がりの総量は、地球の高速回転により月の前方へと引き摺られる。潮汐摩擦は膨らみを月の前方に引き摺リ続けるのに必要だが、地球と月の間で回転と周回エネルギーを交換するよりも過剰なエネルギーを熱として消散している。もしも摩擦や消散がなければ、潮汐の膨らみに働く月の重力は直ぐに（2日以内に）月と同期する位置に引き戻し、月は最早後退することは無くなるだろう。ブリテン諸島周辺のEuropean Shelfやアルゼンチン近辺のPatagonian Shelf、ベーリング海といった浅い海の海底の境界層における擾乱が消散の大半を引き起こす。
潮汐摩擦によるエネルギーの消散は平均約3.75 テラワットであり、うち2.5テラワットは主要なM2 月によるもので、残りは他の要素、月と太陽によるものである。
地球上においては大陸が存在することから数学的な解は適用できず、よって、平衡的な潮汐の膨らみは存在しない。海洋の潮汐は実際には海盆で幾つかのamphidromic_pointを巡る広大な還流となり、潮汐が起きない。地球の自転に伴い月はこれらの個別のうねりに引かれる - 幾つかは月の前にあり、その他のものは後ろや、横の方向にある。この月を引っ張る「膨らみ」（それは月に引っ張られる）は全世界の海の実際のうねりを集積した結果である。大洋の潮汐は1メートルを越えるが、地球の総平衡（または等価な）潮汐は3.23センチメートルに留まる。

### 歴史的な証拠
この機構は地球に最初に大洋が形成された後、45億年前から働き続けている。地球の自転はより早く月はより地球に近かったことを示す地質学と古生物学の証拠がある。三角江の沖の潮流のある場所では、砂と沈泥が交互に積み重なっているen:Tidal rhythmitesと呼ばれる沈殿層がある。その積み重ねの中に毎日、毎月、季節の周期を見出せる。6億2千万年前のこの地質学的記録において、1日は21.9±0.4時間、1年は13.1±0.1か月、で400±7 太陽日からなる。その頃から現在に至るまでの月の後退の平均値は2.17±0.31 cm/yearであり、現時点の値の凡そ半分になる。

### 地球-月の定量的記述
1969年から1972年に行われたアポロ計画や1973年のルノホート計画 により月面に置かれた鏡を利用して、レーザーパルスを反射させる月レーザー測距実験 (LLR) により、月の動きは数センチメートルの精度で追跡できるようになった。これはレーザーが月までの間を往復する時間から非常に正確に月までの距離を測定するものであり、運動方程式に適合する。
これにより、月の減速に関わる数値、すなわち角速度の減速と地球の月の楕円の半主軸の変化率の数値が得られた。1970年から2012年までの結果は：
−25.82±0.03 arcsecond/century2 （黄道における経度）
+38.08±0.04 mm/yr （平均の地球-月の距離）
これは、地球を周回する人工衛星に同様の技術を適用した衛星レーザー測距 (SLR) の結果とも符合し、潮汐を含む地球の重力場モデルを提供する。このモデルは正確に月の動きの変化を予測する。
最後に、古代の日食の観測結果からもかなり正確に往時の月の位置を得られる。これらの観測結果に関する研究からも前述の値に符合する結果を得られる。
潮汐加速のもうひとつの結果は地球の自転を遅くすることである。様々な理由で地球の自転は（時間単位から世紀単位で）幾許か不安定であり、小さな潮汐効果は短期間で観測できないが、地球の自転に累積された変化は安定した時計を用いることで（暦表時, 原子時計）一日あたり数ミリ秒を測るには不足だが数世紀で容易に観測できる。現代の時刻で較正された安定した時計による測定よりも、(地球の自転の)遥か昔からの測定の積み重ねから（世界時）現代の1日の時間が長くなっている（暦表時）ことが判っている。これはΔTとして知られる。最近の値は国際地球回転・基準系事業 (IERS)による観測で得られる。過去数世紀における実際の日の長さも提供されている。
観測された月軌道の変化から、相応する1日の変化は以下の様に計算される。
+2.3 ms/century
ただし、過去2700年にわたる歴史的な記録によれば、この値は以下の様になる。
+1.70 ± 0.05 ms/century
変化量は時間の2次式となり、T2（世紀単位で表した時間の二乗）の項の係数は以下のようになる。
ΔT = +31 s/century2
地球の潮汐減速とは反対の機構もあり、実際に地球の自転を加速している。地球は球というよりは回転楕円体で極に対して平たい。SLRではこの平たさが減少している事が示されている。それは、氷期には極に氷が堆積し岩を押し込み、1万年前に氷の質量が消え始めたが、地球の地殻はいまだ静水圧平衡に達しておらず今も戻りつつある（緩和時間は凡そ4000年と見積もられている）ゆえと説明される。この結果、極の半径は増加し、同時に赤道の半径は減少する（地球の体積は維持される）。これは、質量が地球の自転軸に寄り、地球の慣性モーメント質量が減る事を意味する。このプロセスのみは自転速度を増加させる（回転しているフィギュアスケータが腕を引き寄せると回転速度が上がる現象）。慣性モーメントの変化の観測結果から自転の加速が計算される。歴史的な期間において凡そ −0.6 ms/century である。これは歴史的な観測の大半を説明する。

## 潮汐加速の他の例
潮汐減速をうける2つの事例を除き、太陽系惑星を巡る自然の衛星のほとんどはある程度の潮汐加速を受けている（大概は小さい）。しかしほとんどのケースでその影響は小さく、何十億年後経っても衛星は失われることはない。最も潮汐加速の効果が顕著に表れるのは火星の第二の衛星ダイモスであると考えられている。ダイモスはいずれ火星の束縛を離れ、小惑星となって地球軌道を横切る可能性がある。この効果は二重惑星にも現れる。

## 潮汐減速
これには2つの種類がある。
1. 高速衛星 ：木星型惑星の衛星の一部と、フォボスは同期軌道の内側を周回し、その周期は惑星の自転周期よりも短い。言い換えるならばそれらの衛星は惑星の自転よりも早く軌道を一周する。この場合、潮汐の膨らみは衛星より遅れてその背後にあり、これによって衛星の周回速度を減速する様に働く。その結果、衛星の軌道は螺旋を描くように惑星に近づいていき、同時に惑星の自転速度も僅かながら加速する。遠い将来には、この衛星は惑星に衝突するか、ロッシュ限界に触れて潮汐力によって破壊される。ただし、太陽系内においてこのような衛星は非常に小規模であり、これによって生ずる潮汐も小さいので、その効果は弱く、軌道はゆっくりと減衰する。この影響を受ける衛星は：
  - 地球： 国際宇宙ステーション、ハッブル宇宙望遠鏡、他多数
  - 火星： フォボス
  - 木星： メティスとアドラステア
  - 土星： 該当する衛星はない。土星の輪の粒子（土星は木星の様に高速で自転しているが、充分に近い衛星を持たない）
  - 天王星： コーデリア、オフィーリア、ビアンカ、クレシダ、デズデモーナ、ジュリエット、ポーシャ、ロザリンド、キューピッド、ベリンダ、およびペルディタ
  - 海王星 ：ナイアード、タラッサ、デスピナ、ガラテアとラリッサ

太陽が赤色巨星になった後についての仮説の中には、その表面の回転は非常に遅くなり、惑星に潮汐減速を起すだろうというものがある。
1. 逆行衛星 ：全ての逆行衛星では周回方向と惑星の自転が逆向きであり、潮汐の膨らみにより引き戻されることから潮汐減速のもとにある。前述の「高速衛星」と異なるのは、惑星の自転が早まるのではなく減速することにある（この場合には惑星の自転と衛星の周回の向きが逆であることから角運動量は維持される）。太陽系において、この効果の影響が無視できないのは海王星の衛星トリトンである。その他の逆行衛星は距離があり潮汐減速の影響は無視できる。惑星である金星の自転は逆行し、また、非常にゆっくりであることから、仮に衛星があったとしても潮汐減速の影響で衛星は遥か昔に失われ、存在しないと信じられている。